# Adonis DNA
Adonis DNA je česká hudební skupina založená v roce 2011 a hrající black metal. Kapela se od dřevního black metalu postupně dopracovala k psychedelickému pojetí tohoto žánru. Kromě toho se také vyznačuje charakteristickým vokálem Pavla Rause, který se pohybuje na škále mezi afektovaným řevem a screamem, ale zachází i do deklamace. Hudebně staví na metalových rifech kořeněných psychedelií. Čerpají inspiraci z duševních patologií, změněných stavů vědomí a abnormalit všeho druhu. Jan Tichý a Martin Macháček spolu hrají i v black metalové kapele Voluptas.

## Historie
Adonis DNA vznikli v roce 2011 v sestavě Jan Tichý, Jiří Schlesinger (oba kytara), Martin Macháček (baskytara) a Ivan Belka (bicí). V průběhu roku přichází zpěvák Pavel Raus a kapelu opouští Jiří Schlesinger. Kapela koncertovala sporadicky v klubech i na menších festivalech a toto období završuje debutovám EP Until Age Eleven She Knew Nothing of Christ. Od roku 2016 chystají druhé album, které kvůli nespokojenosti kapely s materiálem stále nevyšlo.

## Členové kapely
Seznam členů.
- Pavel Raus - zpěv
- Jan Tichý - el. kytara
- Martin Macháček - baskytara
- Ivan Belka - bicí

## Diskografie
- Until Age Eleven She Knew Nothing of Christ (2015)